# المتحف الوطني النيجيري
المتحف الوطني النيجيري هو متحف يقع في مدينة لاغوس، نيجيريا تأسس عام 1957 ويضم آلاف القطع الفنية التي تخص الفن النيجيري.